# James Sibley Watson
James Sibley Watson Jr. (10 d'agost de 1894 - 31 de març de 1982) va ser un metge, filantrop, editor, editor, fotògraf i primer experimentador de cinema estatunidenc.

## Primers anys
Nascut a Rochester (Nova York), James Sibley Watson Jr. va ser hereu de la fortuna de la telegràfica Western Union creada pels seus avis, Don Alonzo Watson i Hiram Sibley. Don Alonzo i Hiram Sibley eren tan íntims amics i socis de negocis que van posar els seus fills el nom l'un de l'altre: James Sibley Watson Sr. i Hiram Watson Sibley. El 1891, J.S. Watson Sr. es va casar amb la filla del soci de negocis del seu pare, Emily Sibley. Emily es va convertir en una destacada filantropa a Rochester, on hi va establir la Galeria d'Art Memorial de la ciutat. El seu fill, J.S. Watson Jr., així va heretar tant la fortuna com la fama, i va créixer en una família adinerada que va cultivar l'estima per l'art i va encoratjar un compromís actiu i generós amb la comunitat de Rochester.
Watson es va graduar a la Universitat Harvard el 22 de juny de 1916 i va formar part del Consell d'Editors de l'Harvard Monthly. A Harvard, Watson va fer dos amics de tota la vida: el seu futur soci comercial Scofield Thayer i el poeta E. E. Cummings. Uns mesos després de graduar-se, Watson es va casar amb Hildegarde Lasell Watson, qui va compartir l'entusiasme del seu marit per les arts i se li va unir per donar suport generosament a diversos artistes, inclosos Marianne Moore, Kenneth Burke i Gaston Lachaise. El 1918, Watson i Hildegarde van tenir un fill, Michael Lasell Watson, i una filla el 1921, Jeanne Quackenbush. Malgrat la seva personalitat tímida i la seva reticència natural, Watson va ser un home amb molts talents i interessos, i va seguir diverses carreres d'èxit durant la seva vida. No sols es va convertir en metge, sinó que també va contribuir significativament a la indústria editorial i cinematogràfica. En el seu temps lliure també va ser artista, volandor, expert tirador i inventor.

## Carrera aThe Dial
Watson va estar directament implicat en el moviment literari modernista a Amèrica mitjançant la seva associació amb la petita revista modernista, The Dial. La seva estada a The Dial va començar com a lector editorial mentre Francis Browne era propietari de la revista, però el paper de Watson es va fer molt més important quan Scofield Thayer se li va acostar el 1918 amb una invitació a la compra conjunta de The Dial al propietari amb problemes financers, Martyn Johnson. La seva empresa conjunta va produir el seu primer número el gener de 1920 i va incloure obres d'amics de Thayer i Watson com Cummings i Gaston Lachaise. Tot i que Thayer era oficialment editor i Watson era president, Watson en realitat va exercir com a coeditor entre 1920 i 1929, quan va acabar la revista. A més de les seves funcions editorials, Watson també va publicar a The Dial, ja fos anònimament o com a "W.C. Blum". Aquest pseudònim era un homenatge a William Carlos Williams, a qui Watson admirava i defensava malgrat el desacord de Thayer. Watson també va traduir peces estrangeres a la revista, com el poema de Rimbaud Una temporada a l’infern. Després que Thayer va patir una crisi nerviosa i Marianne Moore va ocupar el seu lloc com a editora el 1926, Watson va ajudar Moore i es va mantenir en contacte amb Thayer. Sota la direcció experta d'aquestes tres figures, The Dial es va convertir en una de les revistes més influents del modernisme nord-americà.

## Carrera cinematogràfica

### Pel·lícules d'avantguarda
En els últims anys de The Dial i sobretot després que va deixar de publicar-se, Watson es va interessar cada cop més pels curtmetratges experimentals. La primera pel·lícula que va completar va ser Nass River Indians (1928), una pel·lícula etnogràfica de 17 minuts distribuïda originalment al Canadà i reconstruïda recentment. El 1926 Watson també havia començat a treballar amb Melville Folsom Webber (1896–1947), un company graduat de Harvard que es va convertir en el seu soci permanent al cinema. Junts van produir un curtmetratge d'avantguarda, The Fall of the House of Usher (1928). Després de la menys coneguda Tomatos Another Day (1930), un parodia del melodrama de pel·lícules sonores, Lot in Sodom (1932) va ser la seva següent producció d'avantguarda seriosa. Tot i que Watson va afirmar que aquestes pel·lícules eren "aficionades", van concedir a Watson i Webber l'estatus de pioners en el gènere cinematogràfic d'avantguarda. L'amic íntim de Watson Alec Wilder també va ajudar a la producció Lot in Sodom reclutant actors i fent d'assistent de direcció, i més tard va escriure una partitura original per a Fall of the House of Usher. Watson es va convertir en l'amic de tota la vida de Wilder, i Wilder el va descriure en una carta de 1975 com "el meu mentor, el meu suport espiritual i creatiu", (45) i fins i tot va dedicar la seva autobiografia a Watson.

### Pel·lícules industrials i de raigs X
Watson i Webber també van produir una pel·lícula industrial en col·laboració amb Bausch & Lomb anomenada The Eyes of Science (1930), que figurava entre les deu millors produccions amateurs de 1931 pel personal d’Amateur Movie Makers staff. Watson, aparentment sense Webber, va produir més tard una altra pel·lícula industrial anomenada Highlights and Shadows (1938) en cooperació amb els  Kodak Research Laboratories.
Des de la dècada de 1940 fins a la dècada de 1960, Watson es va submergir en la seva carrera mèdica i en una nova forma de fer cinema anomenada pel·lícules de raigs X o cinefluorogràfics. El 1953, ell i els seus col·legues van desenvolupar amb èxit un procés de producció de raigs X de pel·lícules en 3D. Watson va filmar més de 10.000 exàmens cinefluorogràfics durant la seva feina com a radiòleg. Tot i que ara aquestes pel·lícules no són fàcilment accessibles (algunes estan disponibles a la Eastman House), / Barbara Hammer n'ha incorporat diverses a les seves pel·lícules Sanctus (1990) i Dr. Watson's X-rays (1991).

## Darrers anys
Watson va continuar la seva feina com a metge i filantrop després del seu treball a The Dial i en pel·lícules. Durant la Segona Guerra Mundial va reprendre la seva carrera mèdica, especialitzant-se en els primers estudis gastrointestinals. Se li han acreditat les primeres fotografies en color de l'interior de l'estómac. A la dècada de 1940 es va unir a l'equip de radiòlegs de Rochester, que va inspirar les seves pel·lícules de raigs X.
Watson també va continuar la correspondència amb moltes de les figures que va conèixer durant els seus dies a The Dial i durant la seva carrera cinematogràfica, com Cummings, Kenneth Burke i Alec Wilder. El 1978, va donar "The Hildegarde Lasell Watson Collection of Artworks by E.E. Cummings" al College at Brockport, State University College de Nova York. A la dècada de 1980, Watson va fundar una premsa privada, la Fundació Sigma, amb Dale Davis per publicar diversos autors que havien aparegut a The Dial. La impremta va publicar treballs de Mina Loy, Djuna Barnes, i Margaret Anderson.
Watson també es va casar per segona vegada amb Nancy Watson Dean, que va continuar amb el llegat del seu marit de retornar a la comunitat. Va nomenar Dale Davis com a executor literari de Watson després de la seva mort, i va vendre els Watson Papers que Davis va compilar a la Biblioteca Pública de Nova York.